# Bracon angustus
Bracon angustus är en stekelart som beskrevs av Gaspard Auguste Brullé 1846. Bracon angustus ingår i släktet Bracon och familjen bracksteklar. Inga underarter finns listade.